# Домінік Сімон
Домінік Сімон (чеськ. Dominik Simon; 8 серпня 1994, м. Прага, Чехія) — чеський хокеїст, центральний/лівий нападник. Виступає за клуб «Пльзень» у Чеській Екстралізі.
Вихованець хокейної школи «Спарта» (Прага). Виступав за «Спарта» (Прага), ХК «Літомержіце».
У чемпіонатах Чехії — 116 матчів (26+17), у плей-оф — 14 матчів (2+3).
У складі національної збірної Чехії учасник чемпіонату світу 2015 (10 матчів, 1+5), учасник EHT 2015 (10 матчів, 2+0). У складі молодіжної збірної Чехії учасник чемпіонату світу 2014. У складі юніорської збірної Чехії учасник чемпіонату світу 2012.
Досягнення
- Бронзовий призер чемпіонату Чехії (2014).